# Мордовские Юнки
Мордовские Юнки (мокш. Мокшень Ювня) — село, центр сельской администрации в Торбеевском районе. Население — 468 чел. (2001), в основном мокшане.
Расположено на речке Юнки, в 25 км от районного центра и 9 км от железнодорожной станции Веденяпинский.
В Мордовско-Юнкинскую сельскую администрацию входят с. Моховая Рахманка (39 чел.) и д. Семёновка (20 чел.).

## Топонимика
Название-гидроним: от прамордовского юнге «овраг с водой», «река». Финно-угорское происхождение топонима отмечает профессор И. С. Галкин.

## История
В «Списке населённых мест Пензенской губернии» (1869) Мордовские Юнки — село казённое из 133 дворов (1000 чел.) Краснослободского уезда; действовала церковь.
В 1930 году в селе было 414 дворов (2514 чел.); был создан колхоз им. 18-го партсъезда, в 1950-е гг. — укрупнённое хозяйство «Большевик», с 1996 г. — СХПК «Мордовско-Юнкинский».

## Современность
В современном селе — основная школа, библиотека, Дом культуры, магазины; памятник воинам-землякам, павшим в годы Великой Отечественной войны.
Улицы: Комсомольская, Молодёжная, Пионерская, Школьная.

## Знаменитые уроженцы
Мордовские Юнки — родина заслуженного работника сельского хозяйства РМ Ф. П. Паршина, инженера-строителя И. М. Челмакина, солистки фольклорного ансамбля «Келу» Л. П. Князьковой, автора эскиза герба Республики Мордовия Н. Д. Чикринёва.